# مدريد المفتوحة للسيدات (تنس)
مدريد المفتوحة للسيدات كانت بطولة كرة مضرب خاصة بالسيدات. جرت بين عامي 1996 و 2003. وقد حلت محل البطولة الإسبانية الدولية (التي كانت تقام في برشلونة) إلى أن بدأت بطولة جديدة في برشلونة في عام 2007.

## بطلات الفردي
| السنة | البطلة                  | الوصيفة             | النتيجة       |
| ----- | ----------------------- | ------------------- | ------------- |
| 1996  | يانا نوفوتنا            | ماغدالينا مالييفا   | 4–6, 6–4, 6–3 |
| 1997  | يانا نوفوتنا            | مونيكا سيليش        | 7–5, 6–1      |
| 1998  | باتي شنايدر             | دومينيك مونامي      | 3–6, 6–4, 6–0 |
| 1999  | ليندسي دافينبورت        | باولا سوريس         | 6–1, 6–3      |
| 2000  | غالا ليون غارسيا        | فابيولا زولاغا      | 4–6, 6–2, 6–2 |
| 2001  | أرانتشا سانتشيث فيكاريو | أنجليز مونتوليو     | 7–5, 6–0      |
| 2002  | مونيكا سيليش            | تشاندا روبين        | 6–4, 6–2      |
| 2003  | تشاندا روبين            | ماريا سانشيز لورنزو | 6–4, 5–7, 6–4 |